# هورست فرانك
هورست فرانك (بالألمانية: Horst Frank)‏ (و. 1929 – 1999 م) هو ممثل، وكاتِب، من ألمانيا، ولد في لوبيك، توفي في هايدلبرغ، عن عمر يناهز 70 عاماً.

## وصلات خارجية
- هورست فرانك على موقع IMDb (الإنجليزية)
- هورست فرانك على موقع مونزينجر (الألمانية)
- هورست فرانك على موقع ألو سيني (الفرنسية)
- هورست فرانك على موقع ميوزك برينز (الإنجليزية)
- هورست فرانك على موقع أول موفي (الإنجليزية)
- هورست فرانك على موقع قاعدة بيانات الأفلام السويدية (السويدية)
- هورست فرانك على موقع ديسكوغز (الإنجليزية)
- هورست فرانك على موقع قاعدة بيانات الفيلم (الإنجليزية)
- هورست فرانك على موقع كينوبويسك (الروسية)